# Processi secondari di Norimberga

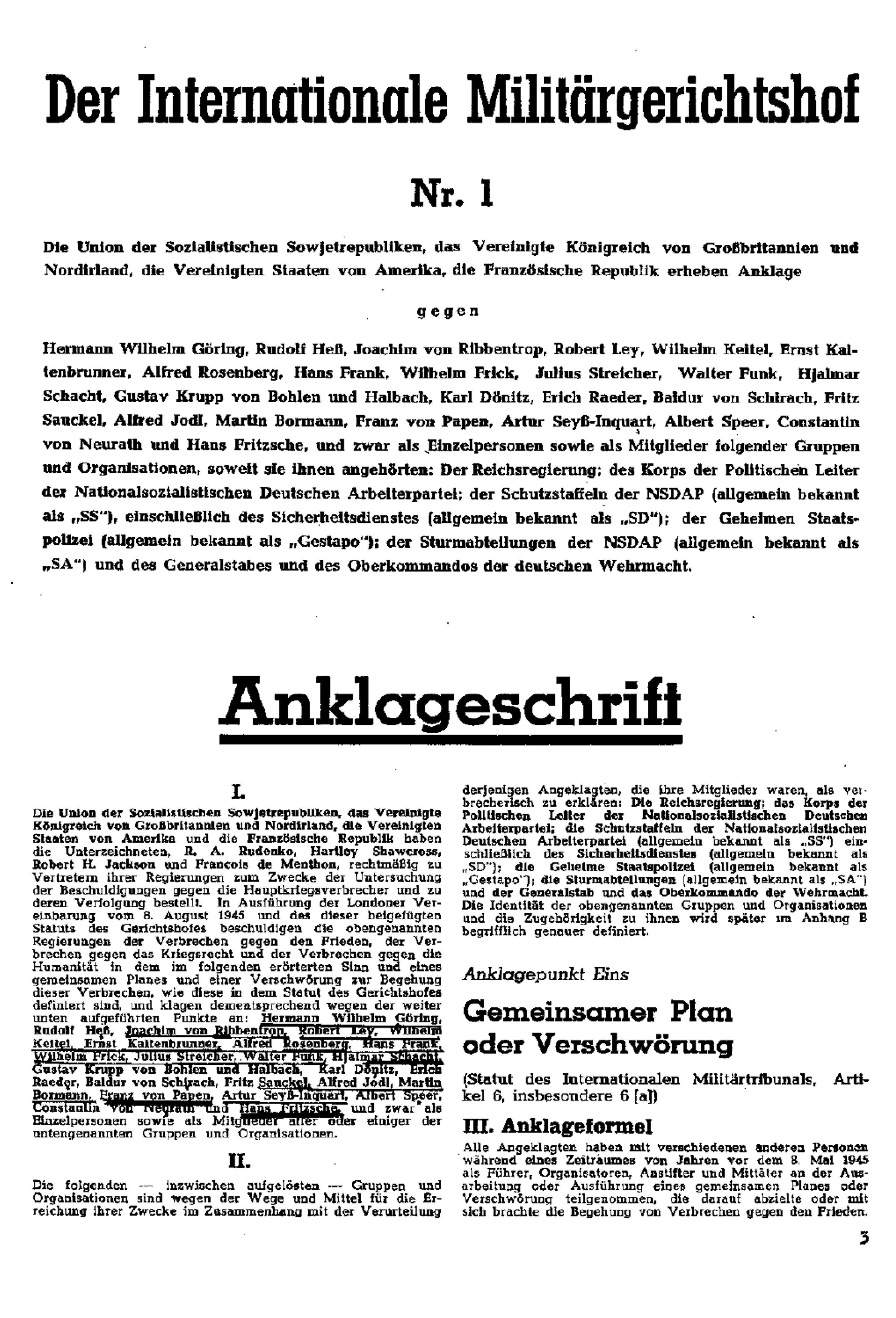
Atto d'accusa – Norimberga – Tribunale Militare Internazionale (1945)

I processi secondari di Norimberga furono una serie di dodici processi tenuti da tribunali militari statunitensi per crimini di guerra contro i membri sopravvissuti del potere militare, politico ed economico della Germania nazista. Tenuti a Norimberga dopo la seconda guerra mondiale, furono processati dal 1946 al 1949 seguendo il più noto Processo ai principali criminali di guerra, l'unico tenuto davanti a un Tribunale Militare Internazionale con giudici statunitensi, sovietici, francesi e britannici.

## L'antefatto
Anche se inizialmente era stato stabilito di tenere più processi internazionali davanti al Tribunale militare internazionale (IMT), le crescenti divergenze sorte tra i quattro paesi vincitori (Stati Uniti, Regno Unito, Francia e Unione Sovietica) resero questo progetto irrealizzabile. Nonostante ciò la Control Council Law No. 10 promulgata il 20 dicembre 1945 dal Consiglio di controllo alleato (Allied Control Council) stabiliva che ogni singola autorità d'occupazione potesse svolgere processi indipendenti a sospetti criminali di guerra all'interno della sua area d'influenza. Basandosi su questa legge le autorità d'occupazione americane svolsero dodici processi «secondari» successivi al grande processo contro i maggiori criminali di guerra. Tutti i giudici dei processi erano americani, così come i pubblici ministeri, a capo dei quali fu posto il brigadier generale Telford Taylor. Anche nelle altre zone d'occupazione, in base alla stessa legge, si tennero processi similari.

## Processi
I dodici processi davanti al NMT, che cominciarono il 9 dicembre 1946 e si conclusero il 13 aprile 1949, furono:
1. il processo ai dottori
2. il processo Milch
3. il processo ai giudici[2]
4. il processo Pohl
5. il processo Flick
6. il processo all'IG Farben
7. il processo degli ostaggi
8. il processo RuSHA
9. il processo agli Einsatzgruppen
10. il processo Krupp
11. il processo ai ministri
12. il processo dell'Alto Comando

I dodici casi richiesero 1.200 giorni di procedimenti legali e la trascrizione di questi procedimenti su 330.000 pagine, senza contare centinaia di documenti, verbali e altri dossier.
Dei 177 imputati che furono processati, 35 furono rilasciati e 142 condannati. Dei 142 condannati 25 furono sentenziati alla pena di morte (7 nel processo ai dottori; 4 nel processo Pohl, di cui 1 solo effettivamente attuato, e 14 nel processo agli Einsatzgruppen, di cui solo 4 poi effettivamente attuate.); dei 118 non condannati a morte, 20 furono condannati al carcere a vita e 98 ottennero una sentenza inferiore ai 25 anni.